# Nokia XL

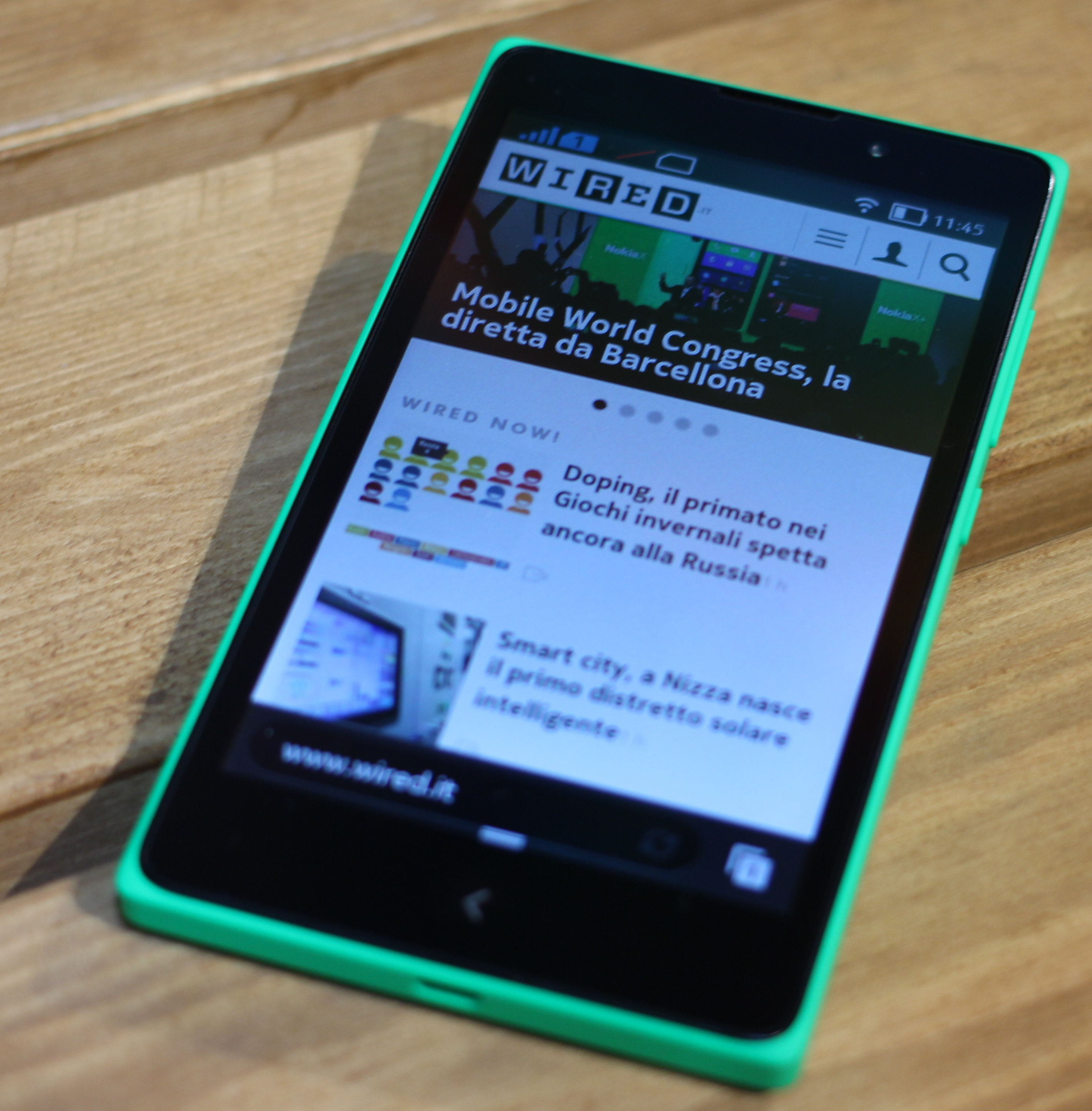
Ecrã do Nokia XL.

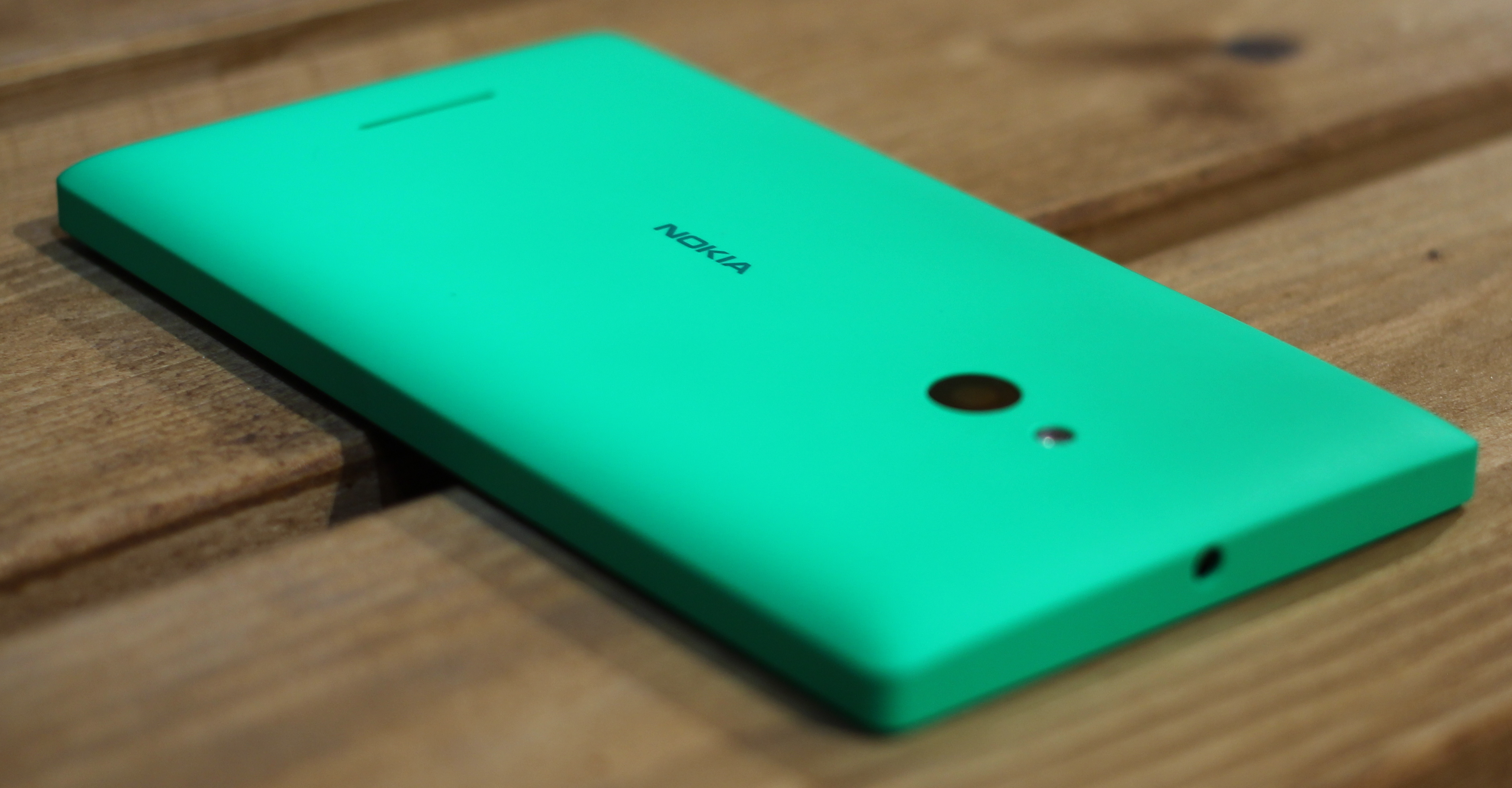

O Nokia XL é um smartphone com sistema Android anunciado pela Nokia no inicio de 2014 no Mobile World Congress de 2014. 

## Descrição
O Nokia XL, da geração Nokia X, é o primeiro Nokia Android. Possui um processador Snapdragon dual-core 1GHz. Tem 4 GB de memória interna, tela LCD IPS de 5" e uma câmera de 5 megapixels, e uma câmara frontal de 2 megapixeis e pode gravar vídeos. Tem entrada de cartão de memória até 32Gb. O Nokia XL vem com Android 4.1.2 instalado. O peso do telemóvel é de 190g.